# Моретель-де-Май
Морете́ль-де-Май (фр. Morêtel-de-Mailles) — колишній муніципалітет у Франції, у регіоні Овернь-Рона-Альпи, департамент Ізер. Населення — 402 осіб (2011).
Муніципалітет був розташований на відстані близько 480 км на південний схід від Парижа, 105 км на південний схід від Ліона, 29 км на північний схід від Гренобля.

## Історія
До 2015 року муніципалітет перебував у складі регіону Рона-Альпи. Від 1 січня 2016 року належав до нового об'єднаного регіону Овернь-Рона-Альпи.
1 січня 2016 року Моретель-де-Май і Сен-П'єрр-д'Аллевар було об'єднано в новий муніципалітет Кре-ан-Бельдонн.

## Демографія
Динаміка населення (INSEE ):
Розподіл населення за віком та статтю (2006):
| Стать | Всього | До 15 років | 15-24 | 25-44 | 45-64 | 65-85 | Понад 85 |
| --- | ------ | ----------- | ----- | ----- | ----- | ----- | -------- |
| Чоловіки | 167    | 65          | 4     | 45    | 49    | 4     | 0        |
| Жінки | 153    | 24          | 12    | 57    | 32    | 24    | 4        |
| \| Статево-вікова піраміда \| Статево-вікова піраміда \| Статево-вікова піраміда \| \| ----------------------- \| ----------------------- \| ----------------------- \| \| Чоловіки \| Вік \| Жінки \| \| 0 \| 85 + \| 4 \| \| 0 \| 80-84 \| 0 \| \| 0 \| 75-79 \| 12 \| \| 4 \| 70-74 \| 0 \| \| 0 \| 65-69 \| 12 \| \| 8 \| 60-64 \| 0 \| \| 12 \| 55-59 \| 12 \| \| 4 \| 50-54 \| 4 \| \| 25 \| 45-49 \| 16 \| \| 8 \| 40-44 \| 16 \| \| 25 \| 35-39 \| 25 \| \| 12 \| 30-34 \| 16 \| \| 0 \| 25-29 \| 0 \| \| 4 \| 20-24 \| 8 \| \| 0 \| 15-20 \| 4 \| \| 12 \| 10-14 \| 4 \| \| 12 \| 5-9 \| 12 \| \| 41 \| 0-4 \| 8 \| |        |             |       |       |       |       |          |
| Статево-вікова піраміда |        |             |       |       |       |       |          |
| Чоловіки | Вік    | Жінки       |       |       |       |       |          |
| 0 | 85 +   | 4           |       |       |       |       |          |
| 0 | 80-84  | 0           |       |       |       |       |          |
| 0 | 75-79  | 12          |       |       |       |       |          |
| 4 | 70-74  | 0           |       |       |       |       |          |
| 0 | 65-69  | 12          |       |       |       |       |          |
| 8 | 60-64  | 0           |       |       |       |       |          |
| 12 | 55-59  | 12          |       |       |       |       |          |
| 4 | 50-54  | 4           |       |       |       |       |          |
| 25 | 45-49  | 16          |       |       |       |       |          |
| 8 | 40-44  | 16          |       |       |       |       |          |
| 25 | 35-39  | 25          |       |       |       |       |          |
| 12 | 30-34  | 16          |       |       |       |       |          |
| 0 | 25-29  | 0           |       |       |       |       |          |
| 4 | 20-24  | 8           |       |       |       |       |          |
| 0 | 15-20  | 4           |       |       |       |       |          |
| 12 | 10-14  | 4           |       |       |       |       |          |
| 12 | 5-9    | 12          |       |       |       |       |          |
| 41 | 0-4    | 8           |       |       |       |       |          |

## Економіка
2010 року серед 268 осіб працездатного віку (15—64 років) 206 були активними, 62 — неактивними (показник активності 76,9%, у 1999 році було 65,8%). З 206 активних мешканців працювали 193 особи (98 чоловіків та 95 жінок), безробітними було 13 (7 чоловіків та 6 жінок). Серед 62 неактивних 24 особи були учнями чи студентами, 29 — пенсіонерами, 9 були неактивними з інших причин.

У 2010 році в муніципалітеті числилось 152 оподатковані домогосподарства, у яких проживали 409,5 особи, медіана доходів виносила 21 560 євро на одного особоспоживача